# Factor de fertilidad
El factor de fertilidad es un plásmido episomático de las células bacterianas que les confiere la capacidad de actuar como donantes en la conjugación bacteriana, es decir, transferir genes de una bacteria portadora del factor a otra que no lo posee. Originalmente, el factor de fertilidad fue denominado Factor F por Esther Lederberg, uno de sus descubridores. También es llamado factor sexual para las bacterias E. coli, Factor sexual F o Plásmido F. El factor F está presente en el episoma F, el primer episoma en ser descubierto. A diferencia de otros plásmidos, el factor F es constitutivo para la transferencia de proteínas debido a una mutación en el gen finO. El plásmido F pertenece a una clase de plásmidos conjugativos que controlan funciones sexuales de bacterias con un sistema de inhibición de la fertilidad (Fin).

## Descubrimiento
Esther M. Lederberg y Luigi L. Cavalli-Sforza descubieron el factor de fertilidad, y posteriormente publicaron sus investigaciones junto a Joshua Lederberg. Una vez que sus resultados fueron anunciados, dos laboratorios se unieron a los estudios. Sin embargo, esto no fue un descubrimiento simultáneo e independiente, sino que la pareja Lederberg escribió a Hayes, Jacob y Wollman, quienes continuaron sus investigaciones. El descubrimiento del factor F ha sido confundido con el descubrimiento del "factor sexual" de William Hayes, a pesar de que él nunca reclamó la prioridad.

## Estructura
Los segmentos funcionales más comunes que constituyen los factores F son:
- OriT: (del inglés Origin of Transfer): La secuencia que indica  el punto de inicio de la transferencia conjugativa.
- OriV: (del inglés Origin of Vegetative Replication): La secuencia inicial con la que el ADN plásmico será replicado en la célula receptora.
- Región tra (genes de transferencia): genes que codifican para el Pilus-F y el proceso de transferencia de ADN
- IS (del inglés Insertion Elements): compuesto de una copia de IS2, dos copias de IS3 y una copia de IS1000, también llamados los "genes egoístas" (fragmentos de secuencia que pueden integrar copias de sí mismos en diferentes lugares).[11]

## Relación con el genoma
El episoma que hospeda al factor F puede existir como un plásmido independiente o integrarse al genoma de la célula bacteriana. Existen diferentes nombres para los posibles estados:
- Bacteria Hfr: posee un episoma F completo integrado al genoma de la bacteria.
- Bacteria F+: posee un factor F como un plásmido independiente del genoma bacteriano. El plásmido F únicamente contiene ADN del factor F.
- Bacteria F' (F primo): están formadas por esciciones incorrectas del cromosoma, que resulta en un plásmido F que contiene secuencias bacterianas próximas a donde el episoma F estaba insertado.
- Bacteria F-: bacteria que no contiene el factor F y actúa como receptor.

## Función
Cuando una célula F+ se conjuga con una célula F-, el resultado son dos células F+, ambas capaces de transmitir el plásmido a otras células F- por conjugación. Un pilus en la célula F+ interactúa con la célula receptora permitiendo la formación de una unión de apareamiento. El ADN es separado en una hebra desenrrollada que es transferida al receptor.